# The Joshua Tree Tour 2017
The Joshua Tree Tour 2017 y The Joshua Tree Tour 2019 fueron giras de la banda irlandesa de rock U2 desarrolladas en 2017 y en 2019. Se trató de una gira aniversario para celebrar los 30 años del álbum The Joshua Tree, lanzado el año 1987. La gira se escenificó en estadios en cuatro mangas: Norteamérica entre mayo y julio, Europa entre julio y agosto, Estados Unidos en septiembre, y América Latina en octubre. La intención fue que en los conciertos sonara el álbum The Joshua Tree en su totalidad, marcando la primera vez que la banda interpretó "Red Hill Mining Town" en vivo.
La gira fue anunciada el 9 de enero de 2017, con la preventa de entradas para los suscriptores de U2.com comenzando el 11 de enero, y más tarde al público en general el 16 de enero (para los conciertos de Europa) y el 17 de enero (para los conciertos de Norteamérica). Como parte de la gira, U2 encabezó el cartel del Bonnaroo Music Festival en Manchester, Tennessee, en junio.
El 31 de mayo de 2019, U2 anunció que la gira se extenderá con una etapa adicional por Australasia ese mismo año, la que comenzó en noviembre con conciertos en Australia y Nueva Zelanda, donde la banda se presentó por primera vez desde la gira U2 360° Tour en 2010. Posteriormente, la gira viajó a Asia; donde realizaron dos presentaciones en Saitama, Japón, país que los irlandeses no pisaban desde 2006 durante el Vertigo Tour. Luego, la banda dio las primeras presentaciones de su carrera en Singapur, Corea del Sur, Filipinas y la India. Debido a la alta demanda de tickets, se anunciaron segundos shows en Sídney, Auckland y Singapur.
U2 originalmente quería tocar una serie de espectáculos únicos en los EE. UU. y Europa para conmemorar el 30 aniversario de The Joshua Tree, pero finalmente decidió organizar una gira de conciertos completa. La banda citó eventos mundiales, como las elecciones presidenciales de EE. UU. de 2016, por lo que percibieron como una resonancia renovada del tema del álbum y una razón para volver a visitarlo. El escenario contó con una pantalla de video de resolución 7.6K que medía 200 pies × 45 pies (61 m × 14 m), lo que la convirtió en la pantalla de video más grande y de mayor resolución de cualquier gira de conciertos, según The Guardian. Se pintó en la pantalla una silueta del árbol de Josué de la portada del álbum, mientras que un escenario B en forma de árbol de Josué representaba la sombra de la planta. El fotógrafo Anton Corbijn, que fotografió la portada del álbum, proporcionó películas que acompañaron las interpretaciones de las canciones del álbum. 
Inicialmente, algunos críticos interpretaron el anuncio de una gira de aniversario como un reconocimiento por parte de U2 de que se habían convertido en un acto heredado, aunque la banda rechazó cualquier caracterización de nostalgia. En cambio, se esforzaron por hacer que los espectáculos se sintieran con visión de futuro y debutaron dos nuevas canciones que luego se lanzarían en su álbum Songs of Experience en diciembre de 2017. Las giras recibieron críticas positivas de los críticos, con elogios por las actuaciones, la producción y la lista de canciones. La gira de 2017 recaudó $ 317 millones, lo que la convierte en la gira más taquillera del año a nivel mundial, y vendió más de 2,71 millones de entradas para sus 51 espectáculos. En 2019, la banda recaudó 73,8 millones de dólares y vendió 567.000 entradas en 15 espectáculos, lo que elevó la recaudación bruta acumulada de las dos giras a 390,8 millones de dólares de 3,3 millones de entradas vendidas.

## Concepción
La inspiración para la gira llegó en agosto de 2016, durante los ensayos de producción del espectáculo para las apariciones principales de U2 en el iHeartRadio Music Festival y la conferencia Dreamforce de Salesforce.com. Inicialmente, la banda estaba interesada en marcar el 30 aniversario de su álbum de 1987, The Joshua Tree, con un espectáculo en los Estados Unidos y Europa cada uno, pero finalmente decidieron expandirlo a una gira completa. Los miembros de la banda dieron varias razones para la gira. El vocalista principal, Bono, dijo: "Fue solo para honrar este álbum que significó tanto para nosotros" y que al principio no había un "gran concepto". Sin embargo, una vez que se dieron cuenta de que el disco seguía siendo relevante temáticamente, "la cosa se fue sola". El guitarrista The Edge citó las elecciones presidenciales de EE. UU. de 2016 y otros eventos mundiales por lo que consideró una resonancia renovada del tema de The Joshua Tree. Dijo: "Las cosas han dado un giro completo, por así decirlo. Ese disco se escribió a mediados de los años ochenta, durante la era Reagan-Thatcher de la política británica y estadounidense. Fue un período en el que hubo muchos disturbios. Thatcher estaba en medio de tratar de sofocar la huelga de los mineros; había todo tipo de travesuras en América Central. Se siente como si estuviéramos de vuelta allí de alguna manera. No creo que nada de nuestro trabajo haya alguna vez cerrar el círculo hasta ese punto. Me sentí como, 'Wow, estas canciones tienen un nuevo significado y una nueva resonancia hoy que no tenían hace tres años, hace cuatro años'".
El diseñador de escenarios de U2 desde hace mucho tiempo, Willie Williams, dijo que había una idea errónea de que "debido a la naturaleza del espectáculo, la puesta en escena podría ser muy simple, lo que significaba que se podría lograr con un tiempo de espera reducido". Rechazó la idea de que el escenario sería simple, pero se dio cuenta de que gran parte del tiempo requerido para las giras de U2 se dedica a definir las ideas detrás de ellas. Con el aniversario de The Joshua Tree como idea, el proceso de desarrollo se simplificó, ya que la banda y su equipo creativo pudieron comenzar con varias suposiciones: que la mitad de la lista de canciones de los conciertos consistiría en canciones de The Joshua Tree; que podrían usar el escenario original del Joshua Tree Tour como punto de referencia; y que el fotógrafo Anton Corbijn, quien tomó las fotografías de la portada del álbum, crearía contenido de video. En octubre de 2016, la banda inició conversaciones iniciales con Stufish Entertainment Architects, la firma detrás del diseño del set.
Williams dijo: "Después de hablar sobre muchos enfoques posibles, observamos el escenario original del estadio Joshua Tree y luego permitimos que su estética audaz y simple guiara el diseño". En el Joshua Tree Tour original, el escenario del estadio se construyó sobre un extremo del lugar como un gran proscenio, flanqueado a los lados por el sistema de sonido cubierto por mallas doradas que representan ramas negras de un árbol de Josué. Solo en los estadios más grandes de América del Norte se usó refuerzo de video, detrás de la estación de mezcla de sonido del frente de la casa, pero solo fue visible para la mitad de la audiencia. Williams llamó al diseño "minimalismo máximo". Dado que los valores de producción de conciertos habían avanzado desde el Joshua Tree Tour original, inicialmente se sintió atraído por volver a la simplicidad de un "escenario de festival tradicional", diciendo: "Un escenario de proscenio está tan pasado de moda ahora que una parte de mí se preguntaba si U2 pudiera hacer algo interesante para reinventarlo para el siglo XXI". Sin embargo, finalmente decidió no usar ese diseño para la gira de aniversario, ya que ofrece líneas de visión limitadas de 150 a 160 grados dentro de los asientos del estadio. En cambio, dijo: "Tomamos el espíritu de ese tipo de idea mínima de CinemaScope donde el aspecto era una imagen enorme y estirada del Joshua Tree... y seguimos adelante". Williams dijo que usó el escenario de la gira original como inspiración. fue una "tarjeta para salir de la cárcel gratis" para él, ya que no estaba seguro de cómo podría continuar con la extravagancia del escenario que diseñó para la gira de estadios anterior de la banda, la gira U2 360° de 2009-2011. Williams llamó al proceso creativo "acelerar a fondo durante seis meses".
Los primeros diseños para el escenario fueron presentados por Stufish en diciembre de 2016. U2 expresó su preferencia por una gran pantalla de video similar a la que Stufish y Williams construyeron para la actuación de la banda en la conferencia Dreamforce en octubre; esa pantalla fue un homenaje al Geneva Drive-In Theatre que anteriormente se encontraba en el sitio del Cow Palace, donde se llevó a cabo la conferencia. El equipo creativo de la banda, que inicialmente incluía a la escenógrafa Es Devlin como consultora creativa, no estaba entusiasmado con la idea de construir una pantalla rectangular estándar, por lo que la posibilidad de "explotar el marco era atractiva", según Williams. Sus primeras ideas fueron hacer que los bordes exteriores de la pantalla fueran irregulares. Mientras revisaba las propuestas de diseño en una de las reuniones creativas de la banda con Stufish y Williams en diciembre, Bono dibujó el contorno de un árbol de Josué que atravesaba la parte superior de la pantalla de video. Lipson dijo: "En ese momento, no sabíamos cuál sería el kit, más allá de la esperanza de que la tecnología que estaba a punto de ser posible se inventara a tiempo para el inicio de la gira en mayo". Para llevar sus ideas a buen término, la banda y el equipo creativo viajaron a Lititz, Pensilvania, el sitio del campus corporativo de Tait Towers, la compañía de ingeniería arquitectónica detrás de muchas giras musicales. Finalmente, el concepto de la gira se finalizó en febrero de 2017.
Corbijn reclutó al director de fotografía Sebastian Wintero para filmar contenido de video para la gira. El dúo usó la cámara Alexa 65 de Arri Rental, ya que capturaba resoluciones superiores a 6K pero era lo suficientemente fácil de operar como para no interferir en el proceso creativo. El dúo filmó en una relación de aspecto amplia especial de 4.5: 1, filmando principalmente tomas únicas de acción limitada que podrían reproducirse durante los conciertos durante 5 a 6 minutos. Debido a la experiencia de Corbijn con la fotografía en blanco y negro y las características de la cámara, el dúo pudo graduar el color instantáneamente y diseñar tablas de búsqueda, lo que les permitió experimentar con varios estilos para el metraje mientras filmaban.
A pesar de saber que interpretarían canciones de The Joshua Tree, U2 se sintió desafiado al estructurar la lista de canciones. El bajista Adam Clayton dijo: "La gente reacciona de manera un poco diferente cuando saben lo que viene a continuación, y también reaccionan de manera un poco diferente cuando tienen una relación interna con ese orden de ejecución en particular". Al principio del proceso creativo, Williams presentó ocho opciones de lista de canciones a la banda. Estos incluyeron: tocar primero las canciones de The Joshua Tree; jugarlos últimos; jugarlos en el medio; reproducir canciones en orden cronológico de su lanzamiento; y agrupar canciones temáticamente. Según Williams, nunca hubo discusiones internas sobre dividir el álbum en secciones. El grupo consideró comenzar los espectáculos con el álbum, pero esto habría significado comenzar con la canción "Where the Streets Have No Name", que suele ser el clímax de un concierto de U2. Williams también señaló que todavía sería de día al comienzo de los espectáculos en Europa. Otro desafío en la estructuración de la lista de canciones fue que la segunda mitad de The Joshua Tree es "relativamente pesimista". Finalmente, la banda eligió un formato de tres actos, con el álbum en el medio.
A pesar de honrar un álbum de 30 años con la gira, U2 y su equipo creativo rechazaron las caracterizaciones de la empresa como "nostálgica", ya que querían que se sintiera con visión de futuro y la banda quería interpretar al menos una nueva canción. Para ayudar en esto, el equipo decidió no mostrar imágenes de archivo de la banda de su juventud en las imágenes. También decidieron que, debido a la edad avanzada de los miembros de la banda y al tamaño de la pantalla de video, se limitarían los primeros planos de ellos.

## Planificación, itinerario y emisión de boletos

### Conciertos de 2017
La gira se anunció el 9 de enero de 2017, inicialmente consistía en un tramo norteamericano de mayo a julio y un tramo europeo de julio a agosto. Fue la primera vez que el grupo realizó una gira para promocionar un álbum de su catálogo anterior, en lugar de un nuevo lanzamiento. Kyle McGovern de Pitchfork interpretó el anuncio de la gira como una admisión por parte de U2 de que estaban entrando en la fase de "acto de nostalgia" de su carrera. Dijo: "Este anuncio de la gira se siente como si viniera de un U2 que está listo para poner su trabajo detrás de un vidrio, como lo hicieron muchos de sus compañeros mucho antes... Y no hay vergüenza en eso...". Los boletos de venta se ofrecieron por primera vez a los suscriptores de U2.com a partir del 11 de enero antes de salir a la venta al público en general el 16 de enero (para espectáculos europeos) y el 17 de enero (para espectáculos norteamericanos). Se vendieron aproximadamente 1,1 millones de entradas en las primeras 24 horas de estar a la venta. Después de que las entradas para la gira se agotaron rápidamente, se agregaron segundos espectáculos en Londres, Roma, París, Ámsterdam, East Rutherford, Pasadena y Chicago. Como parte del itinerario de la gira, U2 encabezó el Festival de Música Bonnaroo en Manchester, Tennessee, en junio.
Se anunciaron fechas adicionales para la gira el 6 de junio de 2017, a la mitad del tramo inicial; Se agregó un segundo tramo norteamericano al itinerario para septiembre de 2017, que inicialmente constaba de siete fechas, mientras que para octubre se agregó un tramo latinoamericano que inicialmente constaba de cinco fechas. Las entradas para estos tramos se ofrecieron a los suscriptores de U2.com en una preventa a partir del 8 de junio, mientras que las ventas públicas comenzaron el 12 de junio para América del Norte y el 14 de junio para América Latina. En las semanas posteriores al anuncio de la extensión de la gira, la banda agregó un show en Nueva Orleans programado para el 14 de septiembre, un show en Glendale programado para el 19 de septiembre y shows adicionales en la Ciudad de México, La Plata y São Pablo. El director de producción de la gira, Jake Berry, dijo que la segunda etapa en América del Norte no estaba planeada originalmente y que el grupo estaba programado para tener un descanso de dos meses entre la etapa europea y la etapa latinoamericana. Sin embargo, dado que la gira fue un "éxito... más allá de los sueños más salvajes de todos", el grupo agregó fechas en América del Norte en septiembre y acortó su descanso a cuatro semanas.
La gira utilizó un sistema de "boletos sin papel" que requería que los asistentes al concierto presentaran la tarjeta de crédito que usaron para comprar los boletos, así como una identificación con foto al ingresar al lugar. Las medidas estaban destinadas a combatir a los revendedores de boletos. Sin embargo, en la noche de apertura de la gira en Vancouver el 12 de mayo de 2017, los asistentes enfrentaron largas colas para ingresar a BC Place; algunos seguidores se perdieron la actuación del acto de apertura Mumford & Sons. Los funcionarios de Live Nation culparon de los retrasos a una confusión con respecto a qué puertas del estadio aceptarían boletos sin papel. Para recompensar a los asistentes al concierto afectados, Ticketmaster ofreció tarjetas de regalo de $50 para usar en eventos futuros, mientras que BC Place ofreció asistencia gratuita a un evento deportivo de Vancouver Whitecaps FC o BC Lions con un cupón de comida / bebida de $20.
Según Music Generation, un programa irlandés de educación musical para niños, algunas de las ganancias de la gira de U2 beneficiaron al programa, permitiéndole expandirse a nueve nuevas áreas en el país en cinco años. La banda también donó una parte de sus ganancias en la Ciudad de México a un fondo de ayuda en beneficio de las víctimas del terremoto del centro de México de 2017.
A raíz de los ataques terroristas en toda Europa, la fuerza policial de Irlanda desplegó sus Unidades Armadas de Apoyo para actuar como "detectores de terroristas" en el show de U2 en Dublín.
Debido a problemas de seguridad causados por las protestas de St. Louis de 2017, el espectáculo del 16 de septiembre de la gira en St. Louis se canceló ese mismo día. En una declaración conjunta, U2 y Live Nation dijeron: "El Departamento de Policía de St. Louis nos ha informado que no están en condiciones de brindar la protección estándar para nuestra audiencia como se esperaría para un evento de este tamaño".

### Conciertos de 2019
El 31 de mayo de 2019, U2 anunció una extensión de la gira con una etapa en Oceanía y Asia más adelante en el año. Comenzó con conciertos en Australia y Nueva Zelanda en noviembre, la primera vez que la banda se presenta en cualquiera de los dos países desde la gira 360° Tour en 2010. Desde finales de noviembre hasta diciembre, la gira viajó a Asia. El anuncio inicial del grupo confirmó sus primeras actuaciones en Corea del Sur y Singapur, e incluyó nueve conciertos; la fecha y el lugar de su visita a Singapur no se concretaron hasta el 14 de junio, cuando se anunció que U2 actuaría el 30 de noviembre en el Estadio Nacional Después de que las entradas para los espectáculos de Sídney, Auckland y Singapur salieron a la venta, se anunciaron segundos conciertos para cada ciudad debido a la gran demanda.
El 30 de julio, la banda anunció la incorporación de un concierto el 11 de diciembre en Filipinas, su primer espectáculo en el país. La venta anticipada de entradas para ese concierto estuvo disponible para los suscriptores de U2.com del 1 al 3 de septiembre y para los suscriptores de Smart Communications el 4 de septiembre, antes de que comenzaran las ventas al público en general el 5 de septiembre a través de SM Tickets.
U2.com del 24 al 25 de septiembre y para los suscriptores de PhonePe del 26 al 29 de septiembre, antes de que comenzaran las ventas al público general el 1 de octubre. Los boletos fueron ofrecidos a la venta por BookMyShow, que se asoció con Live Nation Global Touring para llevar a la banda a la India. Billboard dijo que asegurar un concierto de U2 en India era un indicador del creciente atractivo del país como destino de gira para actos occidentales de alto perfil. U2 había querido actuar en India durante mucho tiempo, pero nunca pudo hacerlo debido a los "desafíos logísticos y de infraestructura" y los costos de producción prohibitivos. Según Billboard, los mejores actos internacionales generalmente solo se presentaban en India si ya estaban de gira en la región, ya que los conciertos independientes no eran financieramente viables. Arthur Fogel de Live Nation dijo que uno de los factores para finalmente llevar a U2 a la India fue que ya estaban "yendo al sudeste asiático, y existía la posibilidad de agregar una semana al final para acomodar a Mumbai". El 22 de noviembre, la banda lanzó un nuevo sencillo, "Ahimsa", con el músico indio A.R. Rahman para promocionar su concierto en la India.
Durante su concierto del 4 de diciembre en Saitama, la banda anunció "U2X Radio", un canal de radio dedicado que se lanzó para suscriptores de Sirius XM y usuarios de Pandora Radio en 2020. El anuncio precedió a la presentación de "Elevation", que se transmitió en Facebook Live.

## Escenografía y producción de espectáculos
El set fue diseñado por Stufish Entertainment Architects y construido por Tait Towers. Willie Williams proporcionó dirección creativa para las empresas y se desempeñó como director de iluminación de la gira. El escenario de 59 m (192 pies) de ancho fue fabricado por Tait y sostenido por una plataforma secundaria de 900 mm (35 pulgadas) construida por Stageco. Un empuje de 120 pies de largo (37 m) se extendía desde el escenario principal y se conectaba a un escenario B de 55 pies de ancho (17 m) con forma de árbol de Josué; representaba la sombra de un árbol que aparecía en la pantalla de video. El escenario B presentaba dos elevadores que podían bajar un teclado y una batería debajo del escenario para mejorar la visibilidad de la banda cuando actuaban en el escenario principal.
Utilizó un diseño de marco de gira llamado "SPACEFRAME" que fue creado por Production Resource Group (PRG), que ha estado involucrado en cada gira de U2 desde su Zoo TV Tour en 1992. El sistema SPACEFRAME estaba hecho de fibra de carbono y fue diseñado para ser ligero, plegable y totalmente reforzado contra el viento. U2 fue el primer cliente de PRG para el producto, que se entregó desde el prototipo hasta el producto final en 17 semanas. Como resultado del perfil más pequeño del sistema, la banda pudo reducir la cantidad de camiones necesarios para transportar el sistema de estructura; un comunicado de prensa de PRG reclamó una reducción de siete a tres camiones, mientras que un artículo de Popular Mechanics dijo que la cuenta final de camiones fue de cuatro, ahorrando $225,000.
El sistema SPACEFRAME se usó para construir una pantalla de vídeo led que medía 200 pies (61 m) de ancho por 45 pies (14 m) de alto. La pantalla constaba de 1040 paneles de vídeo led ROE Visual CB8 individuales con un tamaño de píxel de 8 mm (0,31 pulgadas). La pantalla tenía una resolución de 7200 × 1560 píxeles. Según The Guardian, fue la pantalla de video más grande y de mayor resolución utilizada en una gira de conciertos. Williams dijo que era similar en tamaño al que se usó en el PopMart Tour de 1997-1998 de la banda, pero con una resolución 400 veces mayor. Una "curva delicada" en la pantalla dio lo que él describió como la ilusión de que las imágenes aparecieran en 3D.
Para los espectáculos de 2017, la pantalla de video se pintó de oro con una silueta plateada de un árbol de Josué, vinculándola con los esquemas de color de la carátula del álbum The Joshua Tree y el diseño del escenario de la gira original. El equipo creativo también eligió el esquema de color porque querían evitar el color negro estándar de una pantalla led y, en cambio, "poseer esta losa de vídeo como un objeto, no solo como una pantalla", según Ric Lipson de Stufish. Una cabecera escénica de 9,1 m (30 pies) de altura se extendía desde la parte superior de la pantalla de video, completando la silueta de la planta. Lipson dijo que la pantalla "parecía un trozo de cartón dorado con un árbol de plata rociado". Para pintar la pantalla, se requirió un gran esfuerzo para desmontar primero los paneles de video. Cada uno constaba de ocho mosaicos más pequeños, cada uno de los cuales estaba cubierto por un "sombreador" negro, que Lipson describió como una "pieza de plástico con persianas" que protegía el panel led de la luz solar para ayudar con el contraste. Los sombreadores se quitaron y se reemplazaron por unos grises personalizados que habían sido pintados en dorado y plateado. Para reemplazar los sombreadores, se quitaron y volvieron a colocar alrededor de 1,5 millones de tornillos, un proceso que tuvo que repetirse después del recorrido para reinstalar los sombreadores negros originales y que los paneles de video alquilados pudieran volver a almacenarse. También se instalaron sombreadores en el encabezado panorámico sobre la pantalla de video para darle a la silueta del árbol una apariencia consistente. Para los espectáculos de 2019, el equipo optó por representar la silueta del árbol a través de un video, ya que no habría sido rentable reinstalar los sombreadores pintados en equipos alquilados para una gira más corta por medio mundo.
PRG proporcionó el sistema de cámara de transmisión 4K (UHD) de la gira, la primera vez que se usó en una gira de conciertos. Una combinación de varios productos, conectaba cámaras y procesadores de pared led a través de un cable de fibra óptica, una necesidad debido a la gran cantidad de datos transferidos y la larga distancia que debía recorrer. Diseñado para operar con los más altos estándares de transmisión, el sistema proporcionó video a 60 cuadros por segundo con una resolución de 3840 × 2160 píxeles. El sistema de transmisión podría ensamblarse en una hora y ser operado por un solo ingeniero de video. Cada minuto se transmitía un terabyte de video en la pantalla de video.
Los sistemas de iluminación y sonido se colocaron en voladizo sobre la pantalla de video desde atrás en cuatro torres construidas a medida por Stageco, eliminando cualquier obstrucción frente a la pantalla. El diseño fue sugerido por el director de producción Jake Berry y el diseñador de sonido Joe O'Herlihy. Lipson dijo: "Queríamos crear un vasto fondo detrás de la banda que fuera completamente despejado y puro". El gabinete más bajo estaba a 53 pies (16 m) del escenario, y los altavoces de los canales izquierdo y derecho estaban a 84 pies (26 m) de distancia. Para el relleno frontal, se colgaron 16 altavoces Cohesion CO-8 de la elevación frontal del escenario y la rampa del escenario B, mientras que 32 subwoofers Cohesion CP-218 se ubicaron a nivel del suelo para los graves. Se construyeron cuatro torres de parlantes con retardo de tiempo detrás de la estación de mezclas del frente de la casa en una formación de arco, dos con ocho parlantes CO-12 cada una y dos con seis parlantes CO-12 cada una. O'Herlihy operó una mesa de mezclas digital DiGiCo SD7 en el frente de la casa.
Debido a la decisión de mantener la pantalla de video despejada, se redujo la cantidad de posibles posiciones de iluminación. Todos los accesorios de iluminación móviles eran proyectores PRG Bad Boy, la mayoría de la variedad de alta potencia; la luminaria se eligió por su gran distancia de proyección y se hizo lo más brillante posible. Cada uno de los cuatro voladizos tenía 16 Bad Boys, dispuestos en estructuras en forma de escalera en una disposición de 4 × 4, mientras que una fila completa de Bad Boys estaba construida en la parte superior e inferior de la pantalla de video. Las cuatro torres de retraso presentaban iluminación, al igual que seis plataformas en los asientos más altos del estadio. En total, se utilizaron 218 Bad Boys. La luminaria se integró en un sistema de control de focos llamado PRG GroundControl. Desarrollado por Williams con PRG, el sistema equipó los focos con cámaras de video, lo que permitió que un operador usara una unidad de control a nivel del suelo para ver el punto de vista de las luminarias en un monitor de video. Esto les permitió operar más de un foco. Las luces podrían colocarse en lugares donde una persona no cabría, anulando así la necesidad de atadores o, en palabras de Williams, "la necesidad de levantar en el aire a hombres corpulentos con camisetas amarillas". El sistema GroundControl comprendía 11 Bad Boys de alto rendimiento y 9 Longthrow Bad Boys, administrados por 17 operadores. Los accesorios de iluminación estática incluían: 56 luces estroboscópicas Martin by Harman Atomic con scrollers; 8 lámparas de vapor de sodio Hubbell; 6 luminarias HungaroFlash T-Light Pro 85K en el piso del escenario;  bombillas de 400 DWE en unidades TMB ProCan; y 48 listones led Chroma-Q Color Force 48 superiores. El director de iluminación, Mark "Sparky" Risk, operó tres consolas de control completo MA Lighting grandMA2 y una consola de iluminación grandMA2.
Para acomodar el tiempo requerido para transportar la estructura de acero entre ciudades y los dos días y medio necesarios para construirla, se usaron tres juegos de acero separados en la gira, cada uno viajando en 16 camiones. Como resultado, mientras una estructura estaba en uso para un concierto, otra se erigía en otro lugar mientras se desmontaba una tercera. Los sistemas de iluminación, sonido y video viajaron en 30 camiones y requirieron alrededor de ocho horas para ensamblarse. El director de la gira, Craig Evans, estimó que se emplearon aproximadamente 196 personas en la gira, incluidos 84 miembros de la tripulación y 42 miembros del séquito que viajaron en nueve autobuses.
Se alentaron varias iniciativas respetuosas con el medio ambiente entre el personal de la gira y los asistentes al concierto en un intento por reducir la huella de carbono de la banda. Algunos de los esfuerzos incluyeron: alentar a los fanáticos a usar el transporte público; ofreciendo bolsas de mercadería compostables; solicitar a los lugares que ofrezcan popotes de papel (en lugar de plástico) y vasos de bebidas reutilizables; ofrecer comidas veganas y vegetarianas al personal turístico; proporcionar botellas de agua reutilizables al equipo de la gira y poner estaciones de agua a disposición de los asistentes; reciclaje de cuerdas de guitarra; y el uso de vehículos de hidrógeno. El asesor ambiental de la gira, Michael Martin, rastreó el modelo de cada vehículo de la gira y el kilometraje que acumularon en un intento de calcular las emisiones totales de dióxido de carbono de la gira. Todas las compensaciones de carbono de la gira fueron validadas para cumplir con el Estándar de Oro del MDL.

## Sinopsis del concierto

### Conciertos de 2017
Durante el pre-show, la pantalla de video mostró varios poemas. La banda eligió poesía específica "que expresa la experiencia del país" en la que estaban actuando para que los miembros de la audiencia pudieran reflexionar sobre ella antes de los conciertos. Las obras seleccionadas incluyeron: "The Border: A Double Sonnet" de Alberto Ríos; "Kaddish for Leonard Cohen" y "Ain't You Scared of the Sacred" de George Elliott Clarke; "I Hear America Singing" por Walt Whitman; "Ghazal for White Hen Pantry" de Jamila Woods; "One Today" de Richard Blanco; "Filipineza" de Bino Realuyo; y obras de Pedro Pietri, Lucille Clifton, y Langston Hughes. Los primeros 10 conciertos incluyeron la canción de los Pogues "A Rainy Night in Soho" como música de introducción para acompañar a U2 al subir al escenario; comenzando su actuación en el Festival de Música de Bonnaroo, la canción de los Waterboys "The Whole of the Moon" fue utilizado en su lugar para el resto de la gira.
U2 comenzó los conciertos en el escenario B tocando algunos de sus primeros éxitos, incluidos "Sunday Bloody Sunday", "New Year's Day" y "Pride (In the Name of Love)". El tercer verso de "New Year's Day" se interpretó por primera vez. Bono dijo que este acto del espectáculo comprendía "canciones que llevaron [a la banda] a The Joshua Tree". No se utilizó refuerzo de video durante este segmento, ya que el grupo quería que sus fanáticos se concentraran en la música. Bono dijo que se vio obligado a "hacer que el canto sea el tejido conectivo", y agregó: "Es bueno ser hormigas en algunas canciones, ya que solo tienes que concentrarte en la música, ya que no hay otro lugar donde mirar". Williams describió esta parte del espectáculo como "apertura de U2 para U2", muy parecido a cómo actuaban en festivales de música con una facturación más baja al principio de su carrera.
Para el segmento de The Joshua Tree de los conciertos, la banda actuó en el escenario principal con un telón de fondo de imágenes en la pantalla de video. Muchas de las canciones iban acompañadas de cortometrajes que representaban paisajes desérticos creados por Corbijn. El fotógrafo dijo que su objetivo era "poner The Joshua Tree en Estados Unidos ahora". La canción de apertura del álbum, "Where the Streets Have No Name", estuvo acompañada de un travelling lento de una carretera del desierto con migrantes caminando. Para "I Still Haven't Found What I'm Looking For", se representó un bosque de árboles; muchos de los árboles se quemaron, lo que para Corbijn representaba un "sueño americano quemado". Durante "With or Without You", se mostraron imágenes de Zabriskie Point. Para "Bullet the Blue Sky", las imágenes mostraban a hombres y mujeres de varias edades y etnias poniéndose cascos militares mientras estaban de pie frente a un cobertizo pintado con la bandera estadounidense. Durante la interpretación de la canción, Bono iluminó a The Edge con un foco de mano, evocando la imagen de la portada del álbum de 1988 de la banda, Rattle and Hum. Para "Red Hill Mining Town", la banda de música del Ejército de Salvación se representó en la pantalla, con su sección de metales pregrabada que acompañaba la actuación de la banda. "Trip Through Your Wires" estuvo acompañada de imágenes de la esposa de Edge, la coreógrafa Morleigh Steinberg, vestida de vaquera mientras se pintaba una bandera estadounidense en una choza de madera. El video que se reprodujo durante "One Tree Hill" presentaba imágenes de una luna de color rojo sangre que se desvanecía en imágenes de nativos americanos. Fue dirigida por Corbijn y filmada en Lancaster, California, durante un rodaje de 14 horas. Para los conciertos en Auckland en la gira de 2019, la banda usó "One Tree Hill" para rendir homenaje al difunto neozelandés Greg Carroll, para quien se escribió la canción; La imagen de Carroll apareció en la pantalla al final de estas actuaciones.
Antes de "Exit", se mostró un clip de la serie de televisión occidental Trackdown de la década de 1950; en el video, un estafador llamado Trump visita un pueblo y promete que puede construir un muro alrededor de ellos para protegerlos de un supuesto apocalipsis. La banda se alegró cuando Bono lo descubrió, ya que querían hacer una referencia al presidente de los Estados Unidos, Donald Trump, durante el espectáculo sin insistir en su punto. El clip fue seguido por una imagen de manos tatuadas "AMOR" y "ODIO", inspiradas en el personaje predicador/asesino fanático de la película La noche del cazador. Durante la interpretación de "Exit", Bono usó un traje negro y un sombrero de predicador y adoptó la personalidad de "Shadow Man". Tomando la influencia de la autora Flannery O'Connor, cuyas obras inspiraron originalmente la escritura de la canción, Bono usó Shadow Man para recitar líneas de la novela Wise Blood de O'Connor y la rima "Eeny, meeny, miny, moe".
Bono describió el bis como un "desenlace" destinado a ser una oda a la mujer. Hablando sobre la inspiración detrás de la idea, Williams dijo: "La idea era que actualmente vivimos en una época en la que realmente podríamos usar un espíritu más femenino en nuestro liderazgo y una forma de ilustrar esto podría ser celebrar algunas de las grandes mujeres "pioneros del pasado". Bono quería encontrar "el tipo de mujeres que no son bienvenidas, que el presidente Trump no quiere en Estados Unidos" y le encargó al artista francés JR que encontrara a esa persona. Después de viajar al campo de refugiados de Zaatari en Jordania, encontré a una refugiada siria de 15 años llamada Omaima. Las actuaciones de "Miss Sarajevo" fueron precedidas por un clip de ella hablando sobre Estados Unidos como un país de ensueño, que Bono dijo "te da una patada en los huevos, pero de la manera más aterciopelada". La canción estuvo acompañada de imágenes de las sombrías condiciones del campamento, mientras los miembros de la audiencia pasaban una gran hoja de tela impresa con la foto del pasaporte de Omaima alrededor del lugar. Para "Ultraviolet (Light My Way)", la pantalla de video mostraba imágenes de figuras femeninas históricas y triunfadoras. Antes de "One", Bono promovió la campaña ONE discutiendo la lucha contra el VIH/SIDA. Muchos conciertos concluyeron con la interpretación de la nueva canción "The Little Things That Give You Away", que se incluyó en el álbum del grupo de 2017, Songs of Experience. Otra canción del álbum, el sencillo principal "You're the Best Thing About Me", también se interpretó durante el bis. Algunos conciertos cerraron con "I Will Follow", del primer álbum de la banda, Boy (1980).

### Conciertos de 2019
Si bien la mayoría del espectáculo para los conciertos de 2019 se mantuvo fiel a los espectáculos de 2017, se realizaron algunos cambios en la lista de canciones. "I Will Follow", que se tocó esporádicamente en los espectáculos de 2017, recibió un espacio regular entre "Sunday Bloody Sunday" y "New Year's Day" a partir del espectáculo de Melbourne en adelante. Dos excepciones a esto fueron el segundo espectáculo de Tokio y el espectáculo de Manila, donde se tocó "Gloria" en su lugar, haciendo su debut en la gira. El tercer verso de "New Year's Day" se eliminó del espectáculo de Adelaide en adelante, y la canción terminó después del coro final similar a las giras anteriores. El segmento de Joshua Tree del programa se mantuvo igual que los programas de 2017, con la excepción del final del set principal. En lugar de terminar el set principal con "Mothers of the Disappeared", como lo hicieron en los shows de 2017, la banda bajaba al escenario B cuando terminaba la canción, luego se inclinaba ante la audiencia y luego terminaba el set principal con una actuación de "Angel of Harlem" o "Desire", las cuales no aparecieron en ninguno de los espectáculos de 2017. Luego, la banda regresaba al escenario principal cuando concluía cualquiera de las canciones, poniendo fin al set principal.
El bis cambió sustancialmente con respecto a los shows de 2017, tomando una serie de influencias de su reciente Experience + Innocence Tour, además de incorporar más canciones de sus últimos álbumes de estudio. El bis se abriría con el Influx Remix de "Elevation" reproduciéndose en el PA, mientras que también usaba el mismo video que la banda usó para salir de la "barricada" en el Experience + Innocence Tour. Luego, la banda interpretó "Elevation", "Vertigo" y "Even Better Than the Real Thing", que también era la misma secuencia de canciones que se usaron en el segundo acto del "Experience + Innocence Tour", incluida la incorporación de elementos visuales similares. y Bono repitiendo su MacPhisto, o "You're the Best Thing About Me" en una actuación similar a la gira Experience + Innocence. Después de esto, "Beautiful Day" y "Ultraviolet (Light My Way)" se reproducirían de manera similar a como se interpretaron en los espectáculos de 2017. A continuación, normalmente se tocaba "Love Is Bigger Than Anything in Its Way", aunque fue reemplazada por "Stuck in a Moment You Can't Get Out Of Every" en los conciertos de 2019 que concluyeron con "One".

### Apariciones de invitados
Durante el espectáculo del 14 de mayo de 2017 en Seattle, Eddie Vedder y Mumford & Sons acompañaron a U2 en el escenario para una interpretación de "Mothers of the Disappeared". Patti Smith se unió a U2 para interpretar la misma canción durante su concierto del 26 de julio de 2017 en Saint-Denis. Durante el concierto de la banda el 15 de diciembre de 2019 en Mumbai, estuvieron acompañados por varios artistas invitados: A.R. Rahman, sus hijas Khatija y Raheema, y la cantante Rianjali Bhowmick se unieron a la banda para una interpretación de "Ahimsa", que Rahman y U2 habían lanzado como sencillo el mes anterior; Noel Gallagher se unió a la banda para interpretar "Desire"; y al final del programa, tanto Rahman como Gallagher acompañaron a U2 en "One".

## Recepción

### Respuesta crítica
La gira recibió elogios de la crítica, muchos de los cuales elogiaron las actuaciones, la producción y la lista de canciones de la banda. Greg Kot del Chicago Tribune dijo que The Joshua Tree "todavía dominaba" tres décadas después de su lanzamiento, y agregó: "Lo más convincente fue que U2 hizo que sonara menos como una obra terminada, un monumento de una década perdida hace mucho tiempo, que como una serie de canciones todavía en busca de respuestas". Alexis Petridis de The Guardian felicitó al grupo por mantener el material más antiguo contemporáneo a través de cambios líricos y reinterpretaciones temáticas. Él dijo: "Pero aún más sorprendente es cuán dominante y seguro parece su desempeño, particularmente dado que no está exento de riesgos". Concluyó su reseña describiéndolos como "totalmente en su elemento". The Evening Standard y The Independent también dieron críticas de cinco estrellas, y este último lo calificó como "una experiencia triunfal".

### Premios
En los Billboard Touring Awards de 2017, la gira ganó Top Boxscore (en el Stade de France del 25 al 26 de julio), mientras recibió nominaciones para Top Tour y Top Draw. También ganó por Top Boxscore en la ceremonia de entrega de premios del año siguiente (para conciertos en el Estádio do Morumbi los días 19, 21-22 y 25 de octubre). En LOS40 Music Awards 2017, U2 ganó el premio a la gira del año. En los iHeartRadio Music Awards de 2018, ganaron el premio a la mejor gira. El grupo ganó dos premios por la gira en los Billboard Music Awards de 2018: Mejor artista de gira y Mejor gira de rock. La banda fue nominada en tres categorías en la vigésima edición anual de los premios Pollstar: gira principal del año, gira de rock del año y producción escénica más creativa. La gira también recibió nominaciones en los American Music Awards de 2017 a Gira del año, en los BBC Music Awards de 2017 a Actuación en vivo del año, y en la 33.ª edición anual de los premios TEC a la producción de sonido de giras/eventos.

### Desempeño comercial
En la etapa inicial de la gira de 2017, los dos conciertos de la banda en el Rose Bowl de Pasadena atrajeron a 123.164 asistentes, recaudando 15,7 millones de dólares. En Chicago, los dos espectáculos en Soldier Field vendieron 105.078 entradas y recaudaron 13,4 millones de dólares. La primera etapa de la gira en América del Norte, que comprende 20 conciertos sin incluir a Bonnaroo, recaudó $123,7 millones de 1 043 414 boletos vendidos, ubicando a la banda en el primer lugar entre todos los artistas de la gira mundial de 2017 con un promedio bruto de $7 276 551 por ciudad. El tramo europeo recaudó $ 83 millones de 744,454 boletos vendidos. El segundo tramo norteamericano recaudó $ 38,585,915 de 350,292 boletos vendidos, manteniendo el rango superior de la banda a nivel mundial con un promedio bruto de $ 7,229,076 por ciudad. El tramo latinoamericano recaudó $ 70 millones de 574,976 boletos vendidos; el tramo y la gira terminaron con cuatro espectáculos con entradas agotadas en São Paulo que vendieron alrededor de 280,000 boletos. En total, el Joshua Tree Tour 2017 atrajo a 2 713 136 asistentes a 50 espectáculos y recaudó $316 990 940, convirtiéndolo en el tour con mayor recaudación del año. También se clasificó como la gira norteamericana más taquillera del año con $ 176,1 millones ganados. U2 fue el acto musical mejor pagado del mundo en 2017 con $ 54,4 millones en ganancias, $ 52 millones de los cuales obtuvieron de giras.
Para la gira de 2019, U2 recaudó 35,7 millones de dólares en ocho conciertos en Oceanía y 38,1 millones de dólares en siete espectáculos en Asia. En total, la gira de 2019 recaudó 73,8 millones de dólares y vendió 567.000 entradas. En las dos giras, la banda recaudó en total 390,8 millones de dólares de 3,3 millones de entradas vendidas.

## Setlist recurrente
| 1. Sunday Bloody Sunday 2. New Year's Day 3. Bad 4. Pride (In the Name of Love) 5. Where the Streets Have No Name 6. I Still Haven't Found What I'm Looking For 7. With or Without You 8. Bullet the Blue Sky 9. Running to Stand Still 10. Red Hill Mining Town 11. In God's Country 12. Trip Through Your Wires 13. One Tree Hill 14. Exit 15. Mothers of the Disappeared 16. Miss Sarajevo 17. Beautiful Day 18. Elevation 19. Vertigo 20. Ultraviolet (Light My Way) 21. One | 1. Sunday Bloody Sunday 2. New Year's Day 3. Bad 4. Pride (In the Name of Love) 5. Where the Streets Have No Name 6. I Still Haven't Found What I'm Looking For 7. With or Without You 8. Bullet the Blue Sky 9. Running to Stand Still 10. Red Hill Mining Town 11. In God's Country 12. Trip Through Your Wires 13. One Tree Hill 14. Exit 15. Mothers of the Disappeared 16. Angel of Harlem 17. Elevation 18. Vertigo 19. Even Better Than The Real Thing 20. Every Breaking Wave 21. Beautiful Day 22. Ultraviolet (Light My Way) 23. Love Is Bigger Than Anything in Its Way 24. One |

## Fechas

### 1.º Etapa: Norteamérica
| Fecha               | País           | Ciudad          | Lugar                        |
| 12 de mayo de 2017  | Canadá         | Vancouver       | BC Place Stadium             |
| 14 de mayo de 2017  | Estados Unidos | Seattle         | CenturyLink Field            |
| 17 de mayo de 2017  | Estados Unidos | Santa Clara     | Levi's Stadium               |
| 20 de mayo de 2017  | Estados Unidos | Pasadena        | Rose Bowl                    |
| 21 de mayo de 2017  | Estados Unidos | Pasadena        | Rose Bowl                    |
| 24 de mayo de 2017  | Estados Unidos | Houston         | NRG Stadium                  |
| 26 de mayo de 2017  | Estados Unidos | Arlington       | AT&T Stadium                 |
| 3 de junio de 2017  | Estados Unidos | Chicago         | Soldier Field                |
| 4 de junio de 2017  | Estados Unidos | Chicago         | Soldier Field                |
| 7 de junio de 2017  | Estados Unidos | Pittsburgh      | Heinz Field                  |
| 9 de junio de 2017  | Estados Unidos | Manchester      | Bonnaroo Music Festival      |
| 11 de junio de 2017 | Estados Unidos | Miami           | Hard Rock Stadium            |
| 14 de junio de 2017 | Estados Unidos | Tampa           | Raymond James Stadium        |
| 16 de junio de 2017 | Estados Unidos | Louisville      | Papa John's Cardinal Stadium |
| 18 de junio de 2017 | Estados Unidos | Filadelfia      | Lincoln Financial Field      |
| 20 de junio de 2017 | Estados Unidos | Landover        | FedEx Field                  |
| 23 de junio de 2017 | Canadá         | Toronto         | Rogers Centre                |
| 25 de junio de 2017 | Estados Unidos | Foxborough      | Gillette Stadium             |
| 28 de junio de 2017 | Estados Unidos | East Rutherford | MetLife Stadium              |
| 29 de junio de 2017 | Estados Unidos | East Rutherford | MetLife Stadium              |
| 1 de julio de 2017  | Estados Unidos | Cleveland       | First Energy                 |

### 2.º Etapa: Europa
| Fecha               | País         | Ciudad    | Lugar                           |
| 8 de julio de 2017  | Reino Unido  | Londres   | Twickenham Stadium              |
| 9 de julio de 2017  | Reino Unido  | Londres   | Twickenham Stadium              |
| 12 de julio de 2017 | Alemania     | Berlín    | Berliner Olympiastadion         |
| 15 de julio de 2017 | Italia       | Roma      | Stadio Olimpico                 |
| 16 de julio de 2017 | Italia       | Roma      | Stadio Olimpico                 |
| 18 de julio de 2017 | España       | Barcelona | Estadio Olímpico Lluís Companys |
| 22 de julio de 2017 | Irlanda      | Dublín    | Croke Park                      |
| 25 de julio de 2017 | Francia      | París     | Stade De France                 |
| 26 de julio de 2017 | Francia      | París     | Stade De France                 |
| 29 de julio de 2017 | Países Bajos | Ámsterdam | Amsterdam Arena                 |
| 30 de julio de 2017 | Países Bajos | Ámsterdam | Amsterdam Arena                 |
| 1 de agosto de 2017 | Bélgica      | Bruselas  | Stade Roi Bauduin               |

### 3.º Etapa: Estados Unidos
| Fecha                    | País           | Ciudad        | Lugar                         |
| 3 de septiembre de 2017  | Estados Unidos | Detroit       | Ford Field                    |
| 5 de septiembre de 2017  | Estados Unidos | Orchand Park  | New Era Field                 |
| 8 de septiembre de 2017  | Estados Unidos | Minneapolis   | U.S. Bank Stadium             |
| 10 de septiembre de 2017 | Estados Unidos | Indianápolis  | Lucas Oil Stadium             |
| 12 de septiembre de 2017 | Estados Unidos | Kansas City   | Arrowhead Stadium             |
| 14 de septiembre de 2017 | Estados Unidos | Nueva Orleans | Mercedes-Benz Superdome       |
| 19 de septiembre de 2017 | Estados Unidos | Glendale      | University of Phoenix Stadium |
| 22 de septiembre de 2017 | Estados Unidos | San Diego     | Qualcomm Stadium              |

### 4.º Etapa: América Latina
| Fecha                 | País      | Ciudad           | Lugar                             |
| 2 de octubre de 2017  | México    | Ciudad de México | Foro Sol                          |
| 3 de octubre de 2017  | México    | Ciudad de México | Foro Sol                          |
| 7 de octubre de 2017  | Colombia  | Bogotá           | Estadio Nemesio Camacho El Campín |
| 10 de octubre de 2017 | Argentina | La Plata         | Estadio Ciudad de La Plata        |
| 11 de octubre de 2017 | Argentina | La Plata         | Estadio Ciudad de La Plata        |
| 14 de octubre de 2017 | Chile     | Santiago         | Estadio Nacional                  |
| 19 de octubre de 2017 | Brasil    | São Paulo        | Estadio Morumbi                   |
| 21 de octubre de 2017 | Brasil    | São Paulo        | Estadio Morumbi                   |
| 22 de octubre de 2017 | Brasil    | São Paulo        | Estadio Morumbi                   |
| 25 de octubre de 2017 | Brasil    | São Paulo        | Estadio Morumbi                   |

### 5.º Etapa: Oceanía/Asia (2019)
| Fecha                   | País          | Ciudad    | Lugar                        |
| 8 de noviembre de 2019  | Nueva Zelanda | Auckland  | Mount Smart Stadium          |
| 9 de noviembre de 2019  | Nueva Zelanda | Auckland  | Mount Smart Stadium          |
| 12 de noviembre de 2019 | Australia     | Brisbane  | Suncorp Stadium              |
| 15 de noviembre de 2019 | Australia     | Melbourne | Marvel Stadium               |
| 19 de noviembre de 2019 | Australia     | Adelaide  | Adelaide Oval                |
| 22 de noviembre de 2019 | Australia     | Sídney    | Sydney Cricket Ground        |
| 23 de noviembre de 2019 | Australia     | Sídney    | Sydney Cricket Ground        |
| 27 de noviembre de 2019 | Australia     | Perth     | Optus Stadium                |
| 30 de noviembre de 2019 | Singapur      | Singapur  | Estadio Nacional de Singapur |
| 1 de diciembre de 2019  | Singapur      | Singapur  | Estadio Nacional de Singapur |
| 4 de diciembre de 2019  | Japón         | Saitama   | Saitama Super Arena          |
| 5 de diciembre de 2019  | Japón         | Saitama   | Saitama Super Arena          |
| 8 de diciembre de 2019  | Corea del Sur | Seúl      | Gocheok Sky Dome             |
| 11 de diciembre de 2019 | Filipinas     | Manila    | Arena Filipina               |
| 15 de diciembre de 2019 | India         | Bombay    | Estadio DY Patil             |

## Conciertos cancelados
| Fecha                    | País           | Ciudad      | Lugar                        | Motivo                  |
| 16 de septiembre de 2017 | Estados Unidos | Saint Louis | The Dome at America's Center | Cuestiones de seguridad |